# 판지

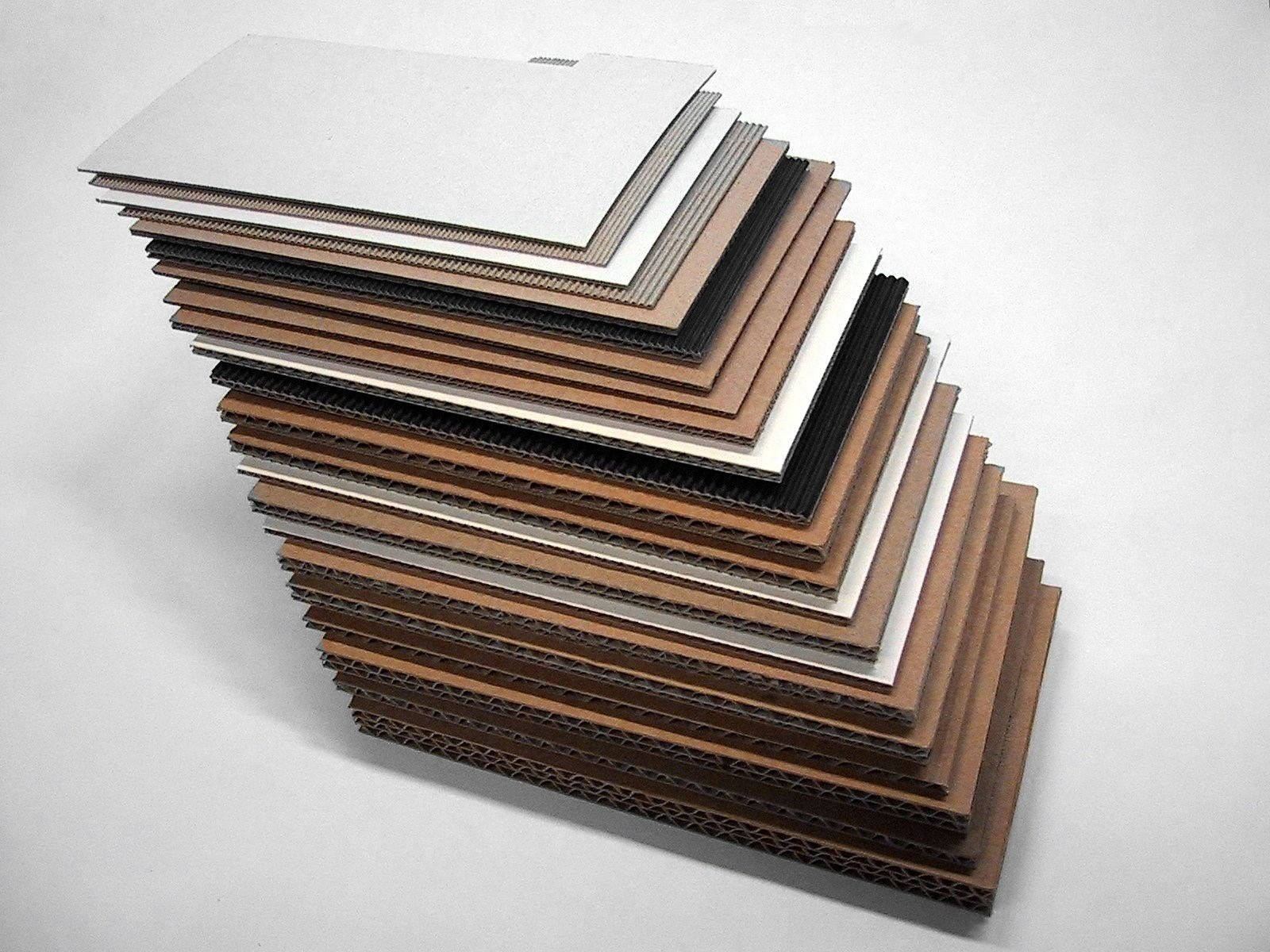

판지(板紙) 또는 페이퍼보드(paperboard)란 아주 두꺼운 종이이다. 두께나 무게에 따라 기준이 정해진다. 포장재나 예술 등에 사용된다. ISO 표준에 따르면 판지는 250 g/m2를 초과하는 평량의 종이를 가리키지만 예외는 있다. 판지는 한 장 또는 여러 장으로 겹칠 수 있다.
판지는 절단 및 성형이 쉽고, 가벼우며, 강도가 강하여 포장재로 사용된다. 또 다른 최종 용도는 책, 잡지 표지 또는 엽서와 같은 고품질 그래픽 인쇄이다. 판지는 조각품을 만들기 위한 미술 분야에도 사용된다.
때로는 두꺼운 종이 펄프 기반 보드를 지칭하는 데 사용되는 일반적인 일반 용어인 판지라고도 한다. 그러나 이 사용법은 각 제품 유형을 적절하게 설명하지 않기 때문에 종이, 인쇄 및 포장 산업에서는 더 이상 사용되지 않는다.

## 역사
1817년, 최초의 판지가 잉글랜드에서 생산되었다. 접이식 상자는 1860년대에 처음 등장했으며 공간을 절약하기 위해 평평하게 배송되었으며 필요할 때 고객이 설치할 수 있도록 준비되었다. 기계적 다이 커팅과 블랭크 주름잡는 기술은 1879년에 개발되었다. 1911년에 최초의 크라프트 황산염 공장이 플로리다에 건설되었다. 1915년에 박공형 우유 상자가 특허를 받았고 1935년에 이를 사용하는 최초의 낙농 공장이 관찰되었다. 오븐용 판지는 1974년에 출시되었다.

## 생산
섬유질 재료는 펄프로 변하고 표백되어 하나 이상의 보드 층을 생성하며, 선택적으로 더 나은 표면 및 개선된 외관을 위해 코팅할 수 있다. 펄프 보드는 더 높은 평량과 여러 겹을 처리할 수 있는 펄프화 기계에서 생산된다.

## 판지 산업
판지 부문은 주로 제지 산업과 연계하여 살펴본다. 종이 및 판지 시장 규모(2007년)는 미화 6,309억 달러의 가치와 3억 2,030만 미터톤의 규모를 가졌다. 그 시장 중 40.1%가 유럽 시장이다. 생산된 전체 종이의 약 50%가 포장에 사용되며, 그 다음이 인쇄 및 필기에 사용된다. 프로카튼(ProCarton)에 따르면 종이와 판지의 소비는 경제 동향(GDP)과 상관관계가 있는 것으로 보인다. 유럽의 상자 판매량은 총 약 80억 유로에 달한다. 1,100개 이상의 프린터가 매년 540만 톤의 판지를 생산한다. 상자는 종이 및 보드 포장의 1/3을 차지하고 전체 포장의 15%를 차지한다. 유럽 상자의 절반 이상(54%)이 회수된 섬유 또는 폐지를 사용하여 생산된다. 종이 및 판지 산업은 에너지와 자본 집약적이다. 코팅된 보드 기계 자체의 비용은 약 9천만 - 1억 2천만 유로(2011년 11월 기준 약 1억 2천 5백만 - 미화 1억 6천 6백만 달러)이다. 규모의 경제가 적용되기 때문에 소수의 대형 업체가 시장을 장악하는 경우가 많다. 예: 북미에서는 상위 5개 생산업체의 시장 점유율이 85%이다.

## 같이 보기
- 골판지